# John Mosher Bailey

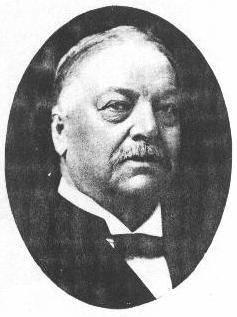
John Mosher Bailey

John Mosher Bailey (* 24. August 1838 in Bethlehem, New York; † 21. Februar 1916 in Albany, New York) war ein US-amerikanischer Jurist und Politiker. Zwischen 1878 und 1881 vertrat er den Bundesstaat New York im US-Repräsentantenhaus.

## Werdegang
John Mosher Bailey wurde ungefähr acht Jahre vor dem Ausbruch des Mexikanisch-Amerikanischen Krieges in Bethlehem geboren und wuchs dort auf. Er besuchte öffentliche Schulen und das Hudson River Institute in Claverack im Columbia County. 1861 graduierte er am Union College in Schenectady. Während des Bürgerkrieges verpflichtete er sich in der Unionsarmee. Bailey bekleidete den Dienstgrad des First Lieutenants und diente als Adjutant im 177. Regiment der New York Volunteer Infanterie. 1862 wurde er mit diesem Regiment dem Wehrbereich Golf zugeteilt. Er graduierte 1864 an der Albany Law School. Seine Zulassung als Anwalt erhielt er im selben Jahr und begann dann in Albany zu praktizieren. Zwischen 1865 und 1867 war er Assistant District Attorney im Albany County. Er arbeitete zwischen 1871 und 1874 als Steuereinnehmer. Zwischen 1874 und 1877 war er Bezirksstaatsanwalt im Albany County.
Politisch gehörte er der Republikanischen Partei an. Er wurde in einer Nachwahl am 5. November 1878 im 16. Wahlbezirk von New York in das US-Repräsentantenhaus in das Washington, D.C. gewählt, um dort die Vakanz zu füllen, die durch den Tod von Terence J. Quinn entstand. Er wurde in den 46. Kongress gewählt. Da er auf eine erneute Kandidatur im Jahr 1880 verzichtete, schied er nach dem 3. März 1881 aus dem Kongress aus.
Präsident James A. Garfield ernannte ihn zum US-Konsul in Hamburg – eine Stellung, die er zwischen 1881 und 1885 innehatte. Er nahm 1888 als Delegierter an der Republican National Convention in Chicago teil. Präsident Benjamin Harrison ernannte ihn zum Surveyor of Customs in Albany. Er bekleidete den Posten zwischen 1889 und 1894. Danach ging er wieder seiner Tätigkeit als Anwalt nach. Am 21. Februar 1916 verstarb er in Albany und wurde dann auf dem Elmwood Cemetery in Bethlehem beigesetzt.